# Finnország a 2011-es úszó-világbajnokságon
Finnország a 2011-es úszó-világbajnokságon hét sportolóval vett részt.

## Műugrás
Férfi
| Versenyző     | Esemény                 | Selejtező | Selejtező | Elődöntő          | Elődöntő          | Döntő             | Döntő             |
| Versenyző     | Esemény                 | Pont      | Helyezés  | Pont              | Helyezés          | Pont              | Helyezés          |
| ------------- | ----------------------- | --------- | --------- | ----------------- | ----------------- | ----------------- | ----------------- |
| Ville Vahtola | Férfi 1 méteres műugrás | 321.95    | 24        |                   |                   | Nem jutott tovább | Nem jutott tovább |
| Ville Vahtola | Férfi 3 méteres műugrás | 364.80    | 33        | Nem jutott tovább | Nem jutott tovább | Nem jutott tovább | Nem jutott tovább |

## Úszás
Férfi
| Versenyző           | Esemény                     | Selejtező | Selejtező | Elődöntő          | Elődöntő          | Döntő             | Döntő             |
| Versenyző           | Esemény                     | Idő       | Helyezés  | Idő               | Helyezés          | Idő               | Helyezés          |
| ------------------- | --------------------------- | --------- | --------- | ----------------- | ----------------- | ----------------- | ----------------- |
| Ari-Pekka Liukkonen | Férfi 50 méteres gyorsúszás | 22.67     | 27        | Nem jutott tovább | Nem jutott tovább | Nem jutott tovább | Nem jutott tovább |
| Iisakki Ratilainen  | Férfi 50 méteres mellúszás  | 28.58     | 32        | Nem jutott tovább | Nem jutott tovább | Nem jutott tovább | Nem jutott tovább |

Női
| Versenyző                                                           | Esemény                          | Selejtező | Selejtező | Elődöntő          | Elődöntő          | Döntő               | Döntő               |
| Versenyző                                                           | Esemény                          | Idő       | Helyezés  | Idő               | Helyezés          | Idő                 | Helyezés            |
| ------------------------------------------------------------------- | -------------------------------- | --------- | --------- | ----------------- | ----------------- | ------------------- | ------------------- |
| Hanna-Maria Seppälä                                                 | Női 50 métere gyorsúszás         | 25.79     | 23        | Nem jutott tovább | Nem jutott tovább | Nem jutott tovább   | Nem jutott tovább   |
| Hanna-Maria Seppälä                                                 | Női 100 métere gyorsúszás        | 55.06     | 20        | Nem jutott tovább | Nem jutott tovább | Nem jutott tovább   | Nem jutott tovább   |
| Hanna-Maria Seppälä                                                 | Női 100 méteres hátúszás         | 1:03.18   | 35        | Nem jutott tovább | Nem jutott tovább | Nem jutott tovább   | Nem jutott tovább   |
| Anni Alitalo                                                        | Női 50 méteres hátúszás          | 29.39     | 31        | Nem jutott tovább | Nem jutott tovább | Nem jutott tovább   | Nem jutott tovább   |
| Jenna Laukkanen                                                     | Női 100 méteres mellúszás        | 1:09.39   | 22        | Nem jutott tovább | Nem jutott tovább | Nem jutott tovább   | Nem jutott tovább   |
| Jenna Laukkanen                                                     | Női 200 méteres mellúszás        | 2:30.51   | 24        | Nem jutott tovább | Nem jutott tovább | Nem jutott tovább   | Nem jutott tovább   |
| Emilia Pikkarainen                                                  | Női 200 méteres pillangóúszás    | 2:12.44   | 26        | Nem jutott tovább | Nem jutott tovább | Nem jutott tovább   | Nem jutott tovább   |
| Emilia Pikkarainen                                                  | Női 200 méteres vegyesúszás      | 2:19.94   | 29        | Nem jutott tovább | Nem jutott tovább | Nem jutott tovább   | Nem jutott tovább   |
| Anni Alitalo Jenna Laukkanen Emilia Pikkarainen Hanna-Maria Seppälä | Női 4 × 100 méteres vegyes váltó | 4:08.47   | 16        |                   |                   | Nem jutottak tovább | Nem jutottak tovább |